# 鹊田站
鵲田站（：／ Jakjeon yeok */?）是仁川地鐵1號線沿線的一座地下車站，位於韓國仁川廣域市桂陽區鵲田洞，韓語副站名為「仁川世宗醫院」（인천세종병원）。

## 車站結構
候車室與剪票閘口位於地下1層，月台則位於地下2層。
站體為1面2線島式月台的地下車站，候車月台設有月台幕門，並有8處出口。

### 月台配置
| 京仁教育大學 ↑ |
| 下 上 \|       |
| ↓ 葛山         |

| 月台 | 路線               | 目的地                                                     |
| ---- | ------------------ | ---------------------------------------------------------- |
| 上行 | ●仁川都市鐵道1號線 | 朴村、橘峴、桂陽方向                                       |
| 下行 | ●仁川都市鐵道1號線 | 富平區廳、富平、源仁齋、國際業務園區、松島月光慶典公園方向 |

## 歷史
- 1999年10月6日：落成啟用。

## 車站周邊
- 烽梧大路
- 桂陽區議會
- 北仁川稅務署
- 國民健康保險公團仁川桂陽分社
- 友利銀行
- 韩亚银行

## 圖片

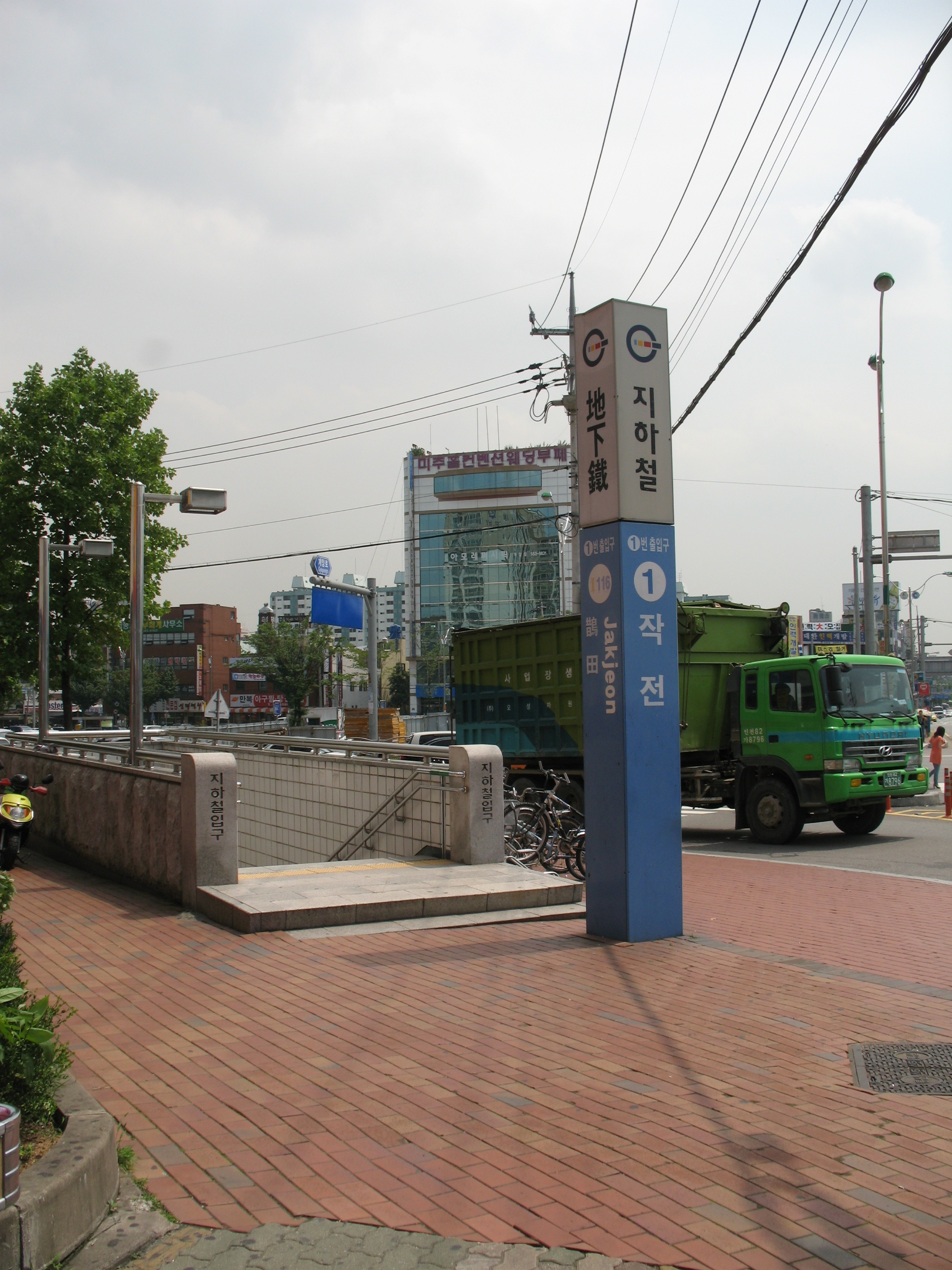
1號出口
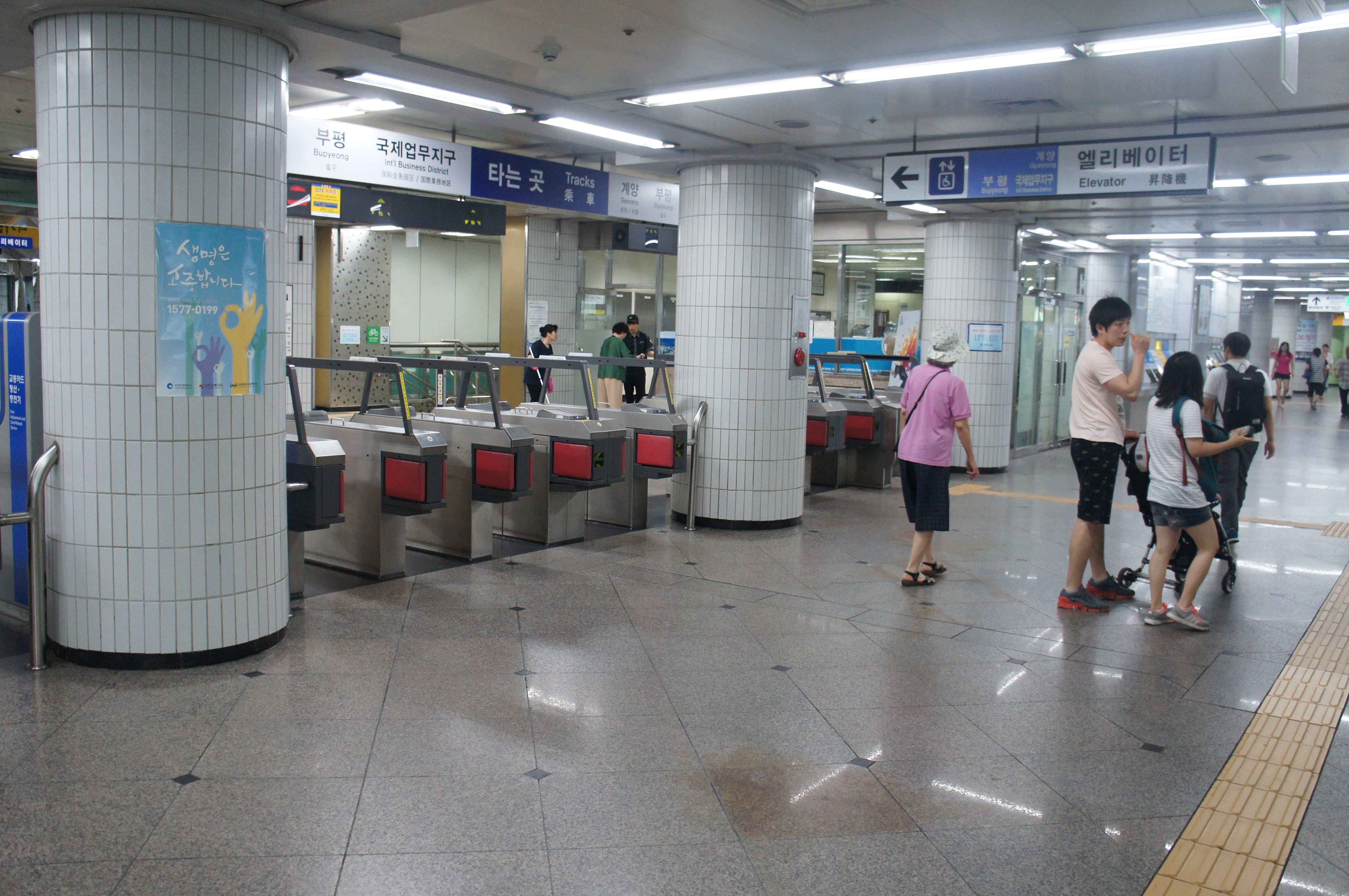
剪票閘口
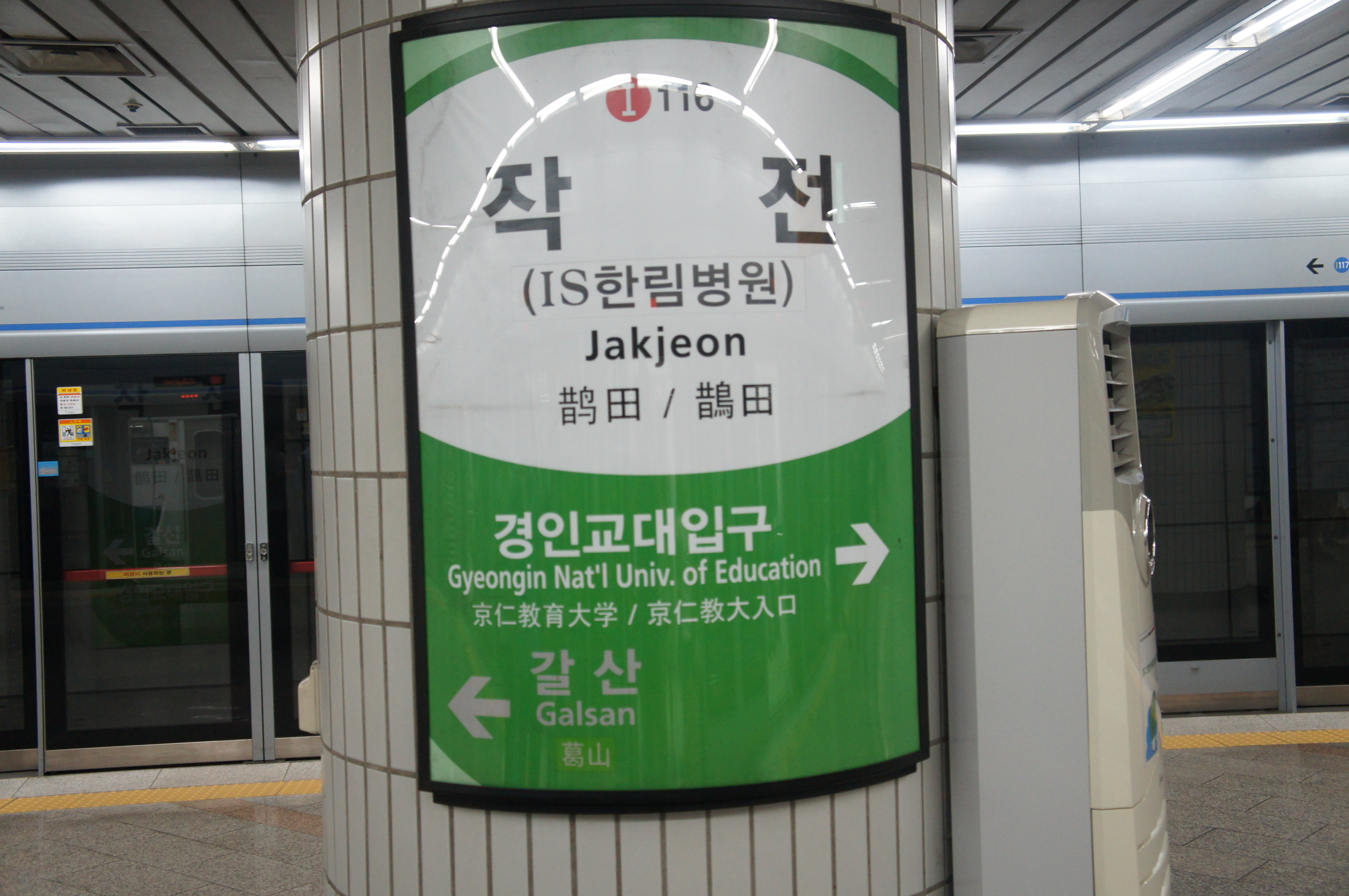
站名牌

## 相鄰車站
仁川交通公社
●仁川都市鐵道1號線
京仁教育大學（I115）－鵲田（I116）－葛山（I117）